# Локоли, Доминик
Доминик Локоли (фр. Dominique Lokoli; 29 января 1952 года, Руан) — французский футболист конголезского происхождения, защитник, выступавший за «Пари Сен-Жермен», «Нанси» и «Осер».

## Карьера
Родился в Руане. Карьеру начал в команде «Шуази ле Руа» из юго-восточного пригорода Парижа.

В 1974 году перешёл в «Пари Сен-Жермен», за который выступал на протяжении пяти сезонов, проведя 148 матчей в различных турнирах. От одноклубников получил прозвище «Бип-Бип» в честь персонажа мультфильма «Хитрый койот и Дорожный бегун».

Также выступал за «Нанси», «Осер», «Реймс» и «Монтелимар».

## Личная жизнь
Сын — Лоран Локоли — профессиональный теннисист.